# Josse Ruth
Joseph (Josse) Ruth (1896 - onbekend) was een Belgische atleet, die gespecialiseerd was in het hordelopen en de tienkamp. Hij nam eenmaal deel aan de Olympische Spelen en veroverde één Belgische titel.

## Biografie
Ruth nam in 1924 deel aan de Olympische Spelen in Parijs. Hij werd negentiende op de vijfkamp. Op de tienkamp werd hij zeventiende in een Belgisch record. In 1925 werd hij Belgisch kampioen op de 400 m horden.
Ruth was aangesloten bij Racing Club Brussel.

## Belgische kampioenschappen
| Onderdeel    | Jaar |
| ------------ | ---- |
| 400 m horden | 1925 |

## Persoonlijke records
| Onderdeel    | Prestatie  | Datum        | Plaats |
| ------------ | ---------- | ------------ | ------ |
| 110 m horden | 16,6 s     | 1924         |        |
| tienkamp     | 5866,670 p | 12 juli 1924 | Parijs |

## Palmares

### 110 m horden
- 1922:  BK AC
- 1923:  BK AC
- 1924:  BK AC

### 400 m horden
- 1925:  BK AC – 60,6 s

### polsstokspringen
- 1923:  BK AC – 3,20 m

### vijfkamp
- 1924: 19e OS in Parijs – 55 p (na 3 onderdelen)

### tienkamp
- 1924: 17e OS in Parijs – 5866,670 p (NR)